# Aloe parvicapsula
Aloe parvicapsula ist eine Pflanzenart der Gattung der Aloen in der Unterfamilie der Affodillgewächse (Asphodeloideae). Das Artepitheton parvicapsula leitet sich von den lateinischen Worten parvus für ‚klein‘ sowie capsula für ‚Kapsel‘ ab und verweist auf die vergleichsweise kleinen Früchte der Art.

## Beschreibung

### Vegetative Merkmale
Aloe parvicapsula wächst stammlos und einzeln. Die aufsteigenden, steifen, lanzettlich verschmälerten Laubblätter bilden eine dichte Rosette. Die gräulichgrüne Blattspreite ist 60 Zentimeter lang und 13 Zentimeter breit. Die weißlichen Zähne am Blattrand sind 2 bis 3 Millimeter lang und stehen etwa 14 Millimeter voneinander entfernt.

### Blütenstände und Blüten
Der aufrechte Blütenstand weist zwei bis drei Zweige auf und erreicht eine Länge von bis zu 75 Zentimeter. Die Trauben sind zylindrisch. Die lanzettlichen Brakteen weisen eine Länge von 12 bis 15 Millimeter auf und sind 5 bis 6 Millimeter breit. Die rötlichen, dicht weißfilzigen Blüten stehen an 6 bis 7 Millimeter langen Blütenstielen. Sie sind bis zu 35 Millimeter lang. Auf Höhe des Fruchtknotens weisen die Blüten einen Durchmesser von 6 bis 7 Millimeter auf. Darüber sind sie zur Mündung verengt. Ihre äußeren Perigonblätter sind auf einer Länge von 17 bis 20 Millimetern nicht miteinander verwachsen. Die Staubblätter ragen kaum aus der Blüte heraus.

## Systematik und Verbreitung
Aloe parvicapsula ist in Saudi-Arabien in Dickichten in einer Höhe von etwa 1350 Metern verbreitet.
Die Erstbeschreibung durch John Jacob Lavranos und Iris Sheila Collenette wurde im Jahr 2000 veröffentlicht.

## Nachweise